# 科斯馬伊山
44°27′56″N 20°33′56″E / 44.46556°N 20.56556°E
科斯馬伊山是塞爾維亞的山峰，處於首都貝爾格萊德東南面40公里，海拔高度626米，有兔子、鹿、野雞、鷓鴣、狐狸和鵪鶉等野生動物棲息。